# John Gatins
John Gatins  wurde am 16. April 1968 in der Kleinstadt Poughkeepsie im US-Bundesstaat New York geboren. Er ist ein US-amerikanischer Regisseur, Drehbuchautor, Produzent und Schauspieler.

## Leben
Gatins wuchs in der Nähe der historischen Saratoga Race Course im Bundesstaat New York auf. Er absolvierte im Jahr 1990 das Vassar College Drama-Major. In den frühen 1990er Jahren trat er zunächst als Schauspieler in Erscheinung. Seit 2001 ist er vornehmlich als Drehbuchautor aktiv und nur noch in kleinen Rollen zu sehen. Mit Dreamer – Ein Traum wird wahr gab er 2005 sein Regiedebüt.
Sein bisher größter Erfolg war das Drehbuch zu dem Film Flight unter der Regie von Robert Zemeckis, für den er für einige Filmpreise in den Jahren 2012 und 2013 nominiert war, unter anderem für einen Oscar.
Gatins stammt aus einer Familie von Polizisten.

## Filmografie (Auswahl)
Als Regisseur:
- 2005: Dreamer – Ein Traum wird wahr (Dreamer: Inspired by a True Story)

Als Drehbuchautor:
- 2001: Summer Catch
- 2001: Hardball
- 2005: Coach Carter
- 2005: Dreamer – Ein Traum wird wahr (Dreamer: Inspired by a True Story)
- 2011: Real Steel
- 2012: Flight
- 2014: Need for Speed
- 2017: Power Rangers

Als Produzent:
- 2000: Ready to Rumble
- 2001: Summer Catch

Als Schauspieler:
- 1993: Witchboard 2 – Die Tür zur Hölle (Witchboard 2: The Devil's Doorway)
- 1994: Pumpkinhead 2 (Pumpkinhead II: Blood Wings)
- 1995: Leprechaun 3 – Tödliches Spiel in Las Vegas (Leprechaun 3)
- 1998: Gods and Monsters
- 1998: Ein neuer Tag im Paradies (Another Day in Paradise)
- 1999: Varsity Blues
- 2001: Impostor
- 2002: Lügen haben kurze Beine
- 2006: Shaggy Dog – Hör mal, wer da bellt (The Shaggy Dog)
- 2007: Norbit
- 2007: Mensch, Dave! (Meet Dave)
- 2009: Harmony and Me
- 2010: Fred – Der Film (Fred: The Movie) (Fernsehfilm)
- 2010: Terriers (Fernsehserie; 1 Folge)
- 2011: Real Steel
- 2011: Fred 2: Night of the Living Fred
- 2012: Noch tausend Worte (A Thousand Words)
- 2019: Lying and Stealing

## Auszeichnungen (Auswahl)
- 2012: Satellite Award: Nominierung in der Kategorie Bestes Originaldrehbuch für Flight
- 2013: Image Award: Nominierung in der Kategorie Bestes Drehbuch für Flight
- 2013: Critics’ Choice Movie Award: Nominierung in der Kategorie Bestes Drehbuch für Flight
- 2013: Oscar: Nominierung in der Kategorie Bestes Originaldrehbuch für Flight